# Norðanfyri Kvíggjaskarð
Norðanfyri Kvíggjaskarð è una montagna alta 739 metri sul mare situata sull'isola di Borðoy, sesta per grandezza dell'arcipelago delle Isole Fær Øer, amministrativamente parte della Danimarca.
È la trentaquattresima montagna, per altezza, dell'intero arcipelago, e la quarta, sempre per altezza, dell'isola.
Sulla mappa la cima non è riportata, ma è procombente sul villaggio di Kvíggjaskarð, nella parte settentrionale dell'isola.

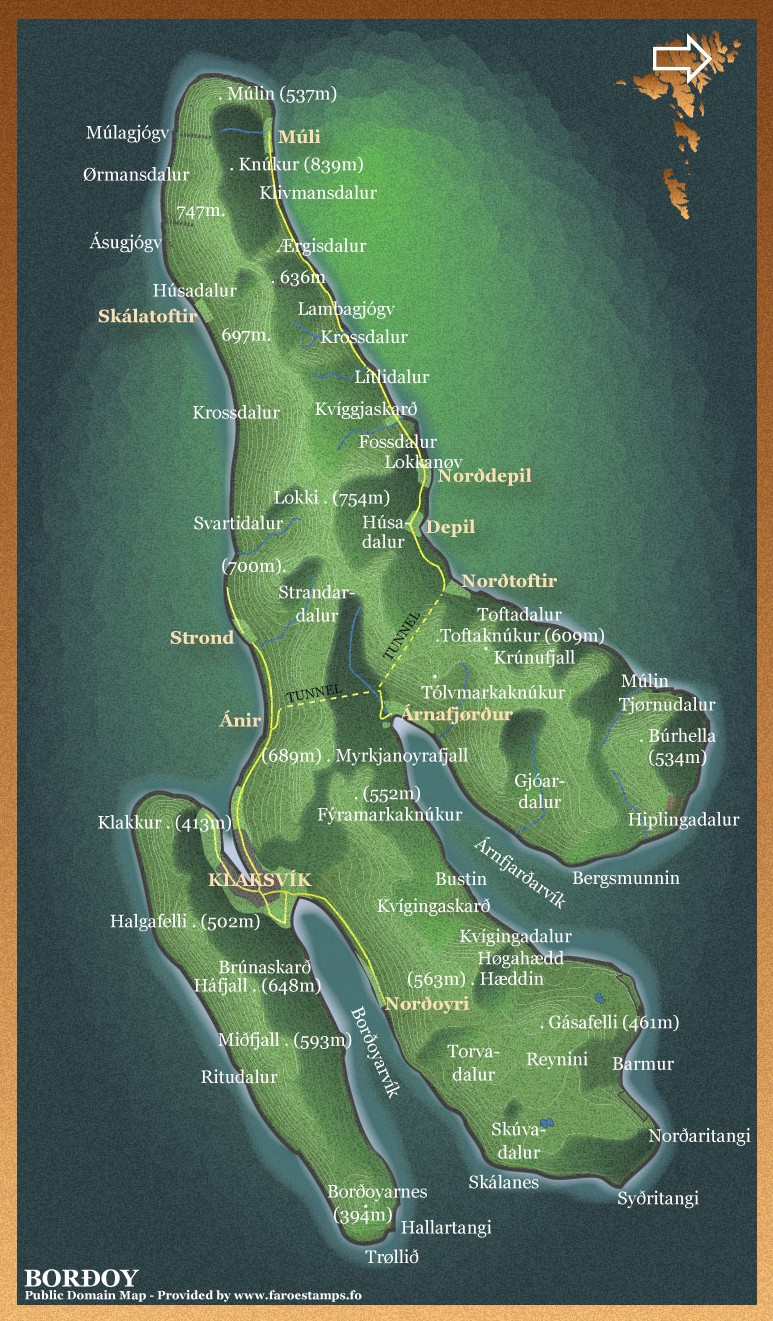
Isola di Borðoy, mappa delle località e delle alture